# 2080 Jihlava
2080 Jihlava este un asteroid din centura principală, descoperit pe 27 februarie 1976 de Paul Wild.